# Sakda Joemdee
Sakda Joemdee (Thai: ศักดา เจิมดี, * 7. April 1982 in Yasothon) ist ein thailändischer ehemaliger Fußballspieler auf der Position eines Mittelfeldspielers. Er spielte u. a. für den vietnamesischen Hoàng Anh Gia Lai in der V-League. Seit 2009 besitzt er neben der thailändischen auch die vietnamesische Staatsbürgerschaft. Sein vietnamesischer Name ist Đoàn Văn Sakda.

## Karriere

### Verein
Seine Karriere im Seniorenbereich begann Sakda beim FC Osotspa M-150, für den er drei Saisons lang, von 2000 bis 2002 spielte. Mit dem Verein konnte er 2002 den Queen’s Cup gewinnen und erreichte die Vizemeisterschaft der Thai Premier League. Mit dem vietnamesischen Verein Hoàng Anh Gia Lai, zu welchem er 2003 für eine Saison wechselte, konnte er ein Jahr später seine erste Meisterschaft gewinnen. In der Mannschaft spielte er unter anderem mit Kiatisak Senamuang zusammen. Danach unterschrieb er einen Vertrag bei dem Verein NHDA Thep Pomina, welcher zwei Jahre später zu Thép Pomina Tien Giang fusionierte. Der Wechsel zu diesem Verein ist sportlich eher als Abstieg in seiner Karriere zu bezeichnen. Er stieg mit dem Verein insgesamt zweimal aus der ersten Liga Vietnams ab. Anschließend spielte er vermutlich eine Saison in Indonesien für Persijap Jepara. Chatchai Paholpat, sein Entdecker und Förderer bei Osotspa M-150, wurde 2007 Trainer des Vereins Hoang Anh Gia Lai und holte Sakda zu sich. Seit dieser Zeit spielt Sakda bei HAGL wie der Verein kurz genannt wird. Da ein Verein in Vietnam nicht mehr als drei ausländische Spieler haben darf, nahm Sakda Anfang 2009 die vietnamesische Staatsbürgerschaft an.

### Nationalmannschaft
In der Nationalmannschaft spielte Sakda sowohl für die U-16 und U-23 als auch für die Seniorenmannschaft. 1998 gewann er mit der Junioren-Nationalmannschaft die U-17-Fußball-Asienmeisterschaft und qualifizierte sich somit mit zur an der Endrunde der U-17-Fußball-Weltmeisterschaft 1999. Mit der U-23 nahm er an den Südostasienspielen 2003 und 2005 teil und konnte zusammen mit der Mannschaft jeweils die Goldmedaille gewinnen. Sein erstes großes Turnier mit den Senioren spielte er 2002, als er im Kader der ASEAN-Fußballmeisterschaft stand. Die Mannschaft konnte dabei das Finale erreichen. Meist wurde er jedoch nur eingewechselt und stand nicht in der Anfangsaufstellung. Seine sportlich wertvollste Teilnahme war sicherlich das Turnier der Fußball-Asienmeisterschaft 2004.

## Erfolge

### Verein
FC Osotspa
- Thai Premier League: 2002 (Vizemeister)
- Queen’s Cup: 2002

Hoang Anh Gia Lai
- V-League: 2003

### Nationalmannschaft
- U-17-Fußball-Asienmeisterschaft: 1998
- Teilnahme an der Endrunde zur U-17-Fußball-Weltmeisterschaft 1999
- Südostasienspiele Goldmedaille 2003, 2005
- Teilnahme an den Endspielen zur Fußball-Asienmeisterschaft 2004